# Bolko II di Opole
Bolko II di Opole (in polacco Bolesław II opolski, meglio noto col diminutivo Bolko), talvolta italianizzato in Boleslao II (prima del 1300 – Opole, 21 giugno 1356) è stato duca di Opole dal 1313 (insieme al fratello fino al 1323) fino alla sua morte.
Era il secondogenito del duca Bolko I di Opole e di sua moglie Agnese, probabilmente figlia del margravio Ottone III di Brandeburgo.

## Biografia
Al momento della morte del padre, nel 1313, Bolko II e il suo fratello più giovane Alberto ereditarono il ducato di Opole come co-governanti. Tuttavia, poiché entrambi minorenni, furono affidati alle cure del loro fratello maggiore, Boleslao il Vecchio (in polacco Bolesław Pierworodny; c. 1293 - c. 21 marzo 1365) fino alla maggiore età. Bolko II assunse il pieno governo sui suoi domini nel 1323, anno in cui concordò una formale divisione del ducato con suo fratello Alberto: questi ricevette Strzelce Opolskie mentre Bolko II mantenne la città principale di Opole.
Grazie al suo matrimonio con Elisabetta, figlia del duca Bernardo II di Świdnica, Bolko II ebbe temporaneamente uno stretto legame con il re polacco Ladislao I detto il Breve (nonno paterno di sua moglie). Tuttavia, questa alleanza fu di breve durata: il 5 aprile 1327, a Breslavia, Bolko rese omaggio al re Giovanni di Boemia, divenendo l'ultimo duca della regione della Slesia a farsi vassallo della Corona boema.
Durante il suo dominio a Opole, Bolko II si concentrò sullo sviluppo economico dei suoi domini. Introdusse le leggi tedesche (diritto di Magdeburgo) nei villaggi della regione, favorì lo sviluppo dei commerci e si occupò del miglioramento del sistema stradale al fine di garantire la sicurezza dei viaggiatori.
La prosperità economica del suo ducato fu sfruttata da Bolko II per acquisire nuove terre: nel 1351 acquistò le città di Byczyna e Kluczbork dal duca Venceslao di Legnica e il distretto di Sławięcice dal duca Boleslao di Bytom.
Bolko II era particolarmente legato al monastero francescano di Opole. All'interno del monastero costruì la cappella di Sant'Anna, che divenne luogo di sepoltura per famiglia dei duchi di Opole. Quando Bolko II morì, il 21 giugno 1356, fu sepolto lì.

## Matrimonio e discendenza
Bolko II sposò Elisabetta (c. 1315 - 8/9 febbraio 1348), figlia del duca Bernardo di Świdnica. Ebbero sei o sette figli:
- Ladislao (Władysław Opolczyk, c. 1332 - 18 maggio 1401)
- Bolko III (c. 1337 - 21 ottobre 1382)
- Enrico (prima del 18 agosto 1338 - prima del 23 ottobre 1365)
- Cunegonda (1340 - dopo il 4 luglio 1372), suora al monastero di St. Klara in Ungheria
- Agnese? (c. 1341? – dopo il 1 giugno 1390), moglie di Jobst di Moravia e poi monaca a Stary Sącz
- Elisabetta (c. 1342/47? – dopo il 25 aprile 1382), suora a Trzebnica
- Anna (c. 1348? – dopo il 12 marzo 1411), suora al monastero di St. Klara a Breslavia

È tuttora oggetto di dibattito se Bolko, una volta rimasto vedovo, si sia risposato con un'altra donna, della quale si ignora il nome. Sua figlia Agnese è talvolta indicata come nata da questa seconda unione.